# Нейзби
Нейзби — деревня в Западном Нортгемптоншире, Англия. Население прихода по переписи 2011 года составляло 687 человек. Деревня находится в 22,4 км к северу от Нортгемптона, в 21,3 км к северо-востоку от Давентри и в 11,2 км к югу от Маркет-Харборо.

## История
К 1086 году относят упоминание Нейзби в книге Страшного суда.
14 июня 1645 года в ходе английской Гражданской войны состоялось сражение при Нейзби, закончившееся поражением роялистов.
В 1837 году в Нейзби насчитывалось порядка 90 баптистов, что составляло 10,7% населения по переписи 1841 года.
В 1870-х годах лорд Клифден заменил глинобитные строения поселения краснокирпичными, ставшими представителями викторианской архитектуры.

## Достопримечательности
- Коттедж Кромвеля[англ.][7]
- Коттедж Катона
- Церковь Всех святых[англ.]
- Методистская церковь Нейзби
- Военный мемориал, посвящённый памяти участников первой мировой войны (копия льва с колонны Нельсона на Трафальгарской площади)